# Elguea
Elguea (en euskera y oficialmente Elgea) es un concejo del municipio de Barrundia, en la provincia de Álava, País Vasco (España). 

## Toponimia
Elgea aparece en la Reja de San Millán (1025) como Helkeguren. En otra documentación antigua es citada como Elguea y como Helguea. Elgea o elkea es en euskera campo cultivado, siendo un término muy común en la toponimia vasca. Es de señalar que elge o elke en Álava podía tener h-, como indican los testimonios documentales.

## Geografía física
Elguea se sitúa a 627 m de altitud, en la falda del monte Saiturri (1187 m), vertiente mediterránea de la sierra que lleva el mismo nombre que la población, en la margen izquierda del río Ugarana. A través del puerto de Elguea pasaba el Camino Real de Salvatierra a Salinas, capital del valle de Léniz.

### Ubicación
|                | Norte: Guipúzcoa |              |
| Oeste: Marieta |                  | Este: Ozaeta |
|                | Sur: Maturana    |              |

## Despoblado
Forma parte del concejo el despoblado de:
- Artillcecrinea.[5]

## Historia
Hacia mediados del siglo XIX, el lugar, por entonces perteneciente a Guevara, tenía contabilizada una población de 134 habitantes. Aparece descrito en el séptimo volumen del Diccionario geográfico-estadístico-histórico de España y sus posesiones de Ultramar de Pascual Madoz con las siguientes palabras:

ELGUEA: l. del ayunt. de Guevara en la prov. de Alava (á Vitoria 3 leg.), part. jud. de Salvatierra (3), c. g. de las Provincias Vascongadas, aud. terr. de Burgos (22), dióc. de Calahorra (13); sit. á la subida de la cord. de montañas que separa esta prov. de la de Guipúzcoa, con clima frio y húmedo espuesto á constipados y catarros: tiene 28 casas; escuela á que concurren de 24 á 30 alumnos de ambos sexos, dotada con 25 fan. de trigo, igl. parr. (la Natividad de Ntra. Sra.) servida por un beneficiado con título perpetuo de nombramiento del diocesano, y por un sacristan; y 2 fuentes de aguas ferruginosas en el térm. Confina este N. con el monte de Elgueamendi; E. la misma montaña y Ozaeta) part. jud. de Vitoria); S. Otaza (el mismo part.), y O. Marieta. El terreno es arcilloso: el r. Ugarona que baja bañando algunas casas del l., tiene 2 puentes: en la falda de la montaña hay canteras de piedra sillar, en las que se ocupa la tercera parte de los vec. Los caminos locales. El correo se recibe de Vitoria. prod.: trigo y maiz; cria ganado vacuno, lanar, cabrio y caballar; hay caza de liebres, perdices y corzas, y pesca de truchas. ind.: un molino harinero. pobl.: 28 vec., 134 alm. contr.: con su ayunt. (V.)
(Madoz, 1847, p. 467)

En la actualidad, pertenece al municipio de Barrundia. En 2022, tenía empadronados 57 habitantes.

## Demografía
| Gráfica de evolución demográfica de Elguea entre 2000 y 2017 |
|                                                              |
| Población de derecho según los censos de población del INE.  |

## Cultura

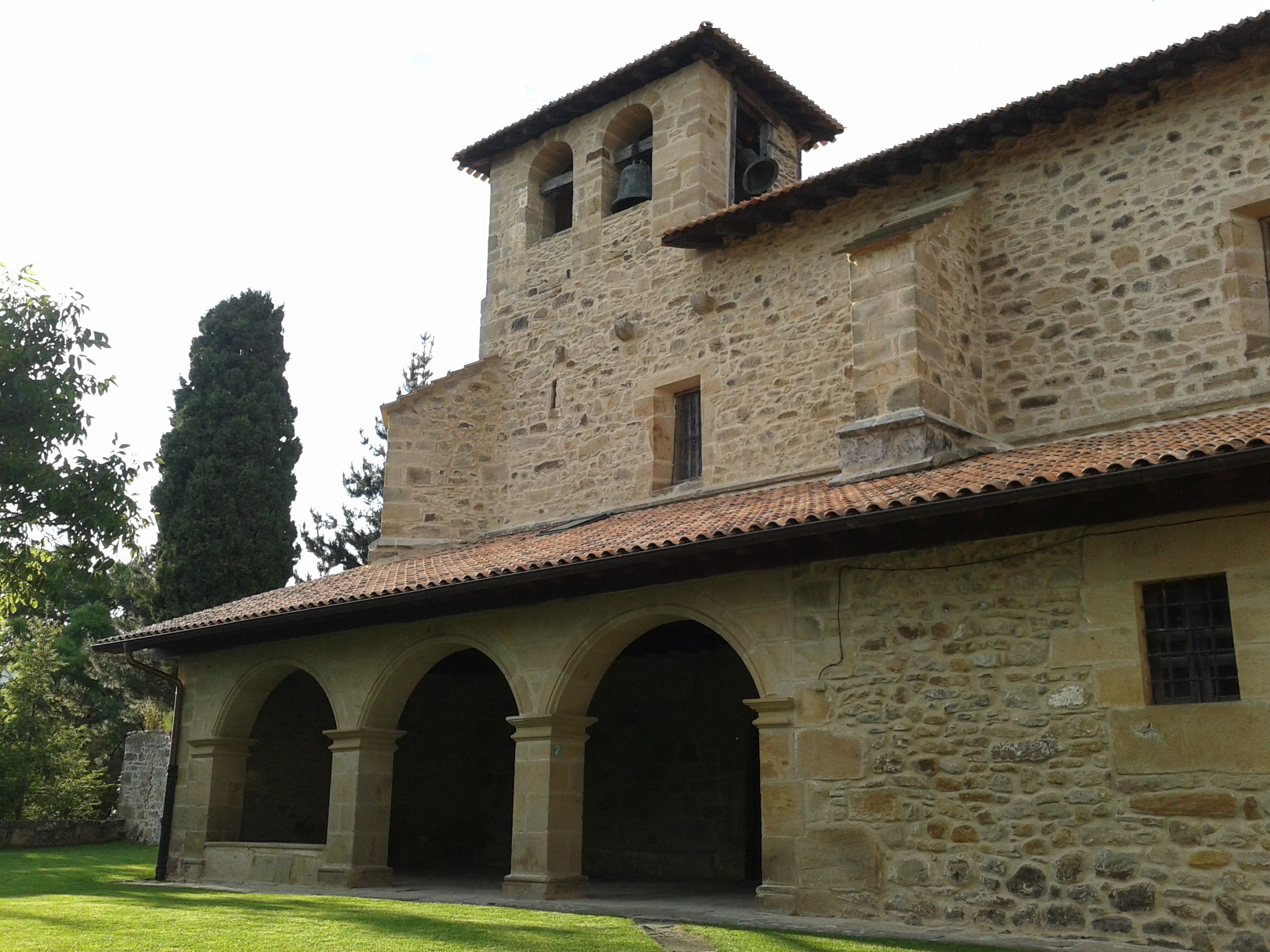
Vista de la iglesia de la Natividad de Nuestra Señora

### Patrimonio material
- Iglesia de la Natividad de Nuestra Señora con pórtico de tres arcos de fines del siglo XVIII. Portada del siglo XVI de arco de medio punto ligeramente moldurado. La fábrica del templo es de planta rectangular del siglo XVI avanzado. La nave, de dos tramos, está cubierta por bóvedas del XVIII. El retablo mayor es barroco, de mediados del XVIII, al igual que los dos laterales.[4][6][9]
- Molino viejo: Construido en el siglo XVII. En documentación de 1673 se recoge que su propietaria era Francisca Hurtado de Luna y Esquivel y se le describe como molino de rueda vertical. De él sólo se conserva en 2004 una presa de gravedad, construida con mampostería arenisca irregular, rodeada de otras edificaciones más recientes.[10]
- Puente de Elguea: Construido en fábrica de mampostería entre los siglos XVII y XIX. Este pequeño puente de un solo ojo y de carácter peatonal, se sitúa al suroeste del barrio de Uría  y vadea un arroyuelo que cruza el camino que enlazaba Elguea con Marieta y Garayo.[11]
- Puente del Molino, construido en el siglo XIX. Levantado en mampostería de arenisca, se localiza en el barrio de Uría y salva el río Ugarana, enlazando el molino harinero de este barrio con el camino que se dirige a la antigua fuente pública del lugar.[12]
- Fuente vieja: Fuente-aljibe-lavadero de dos caños situada al Oeste de Elguea.[13] [14]

### Patrimonio inmaterial

#### Festividades
Las fiestas de Elguea/Elgea se celebran el 8 de septiembre, Natividad de la Virgen. 